# EFREI Paris
Cet article possède un paronyme, voir Effraie.
L'EFREI, anciennement École française d'électronique et d'informatique, est l'une des 204 écoles d'ingénieurs françaises accréditées au 1er septembre 2020 à délivrer un diplôme d'ingénieur et un établissement-composante de l'université Paris-Panthéon-Assas.
Fondée en 1936, l'EFREI délivre le titre d'ingénieur depuis 1957. Établissement d'enseignement supérieur privé d'intérêt général (EESPIG), située à Villejuif, elle est membre de la Conférence des grandes écoles (CGE) et de l'Union des grandes écoles indépendantes (UGEI).

## Historique

### 1936: fondation à Paris
L'École française d'électronique et d'informatique est fondée en 1936 sous le nom « École française de radioélectricité » (EFR), dans le but de former des techniciens supérieurs spécialisés dans la manipulation d'ondes radiophoniques. Elle s'installe 10, rue Amyot dans le 5e arrondissement de Paris.
En 1945, elle est reconnue par l'État et crée la section « ingénieur » en 1947. Dix ans plus tard, la Commission des titres d'ingénieur habilite l'école à délivrer le titre d'ingénieur. L'enseignement de l'informatique est introduit en 1969 puis celui des réseaux.
En 1973, l'école change de nom et devient l'« École française d'électronique et d'informatique » (EFREI).

### 1987: ouverture du site de Villejuif
En 1987, l'école ouvre un second site à Villejuif et ne forme que des ingénieurs ; le nombre d'étudiants est porté de 70 à 160.
En septembre 2001, l'EFREI occupe le seul site de 10 000 m2 à Villejuif. En 2003, l'école change de nouveau son nom et devient l'« École d'ingénieurs des technologies de l'information et du management »[réf. souhaitée].
En mai 2007, l'école signe une convention de partenariat avec l'université de Marne-la-Vallée, ce qui permet aux élèves de 3e année qui le désirent d'obtenir la licence en informatique. En 2008, une convention de partenariat est signée avec l'école de management Audencia Nantes, ce qui permet à certains étudiants de 5e année d'obtenir un double diplôme ingénieur-manageur. L'EFREI propose également 6 doubles-diplômes avec les mastères spécialisés de Grenoble Ecole de Management (GEM).
En novembre 2011, l'école signe un partenariat de double-diplôme avec trois mastères spécialisés de Centrale Paris[réf. souhaitée].
En 2012, l'EFREI change de nom pour « École d'ingénieur généraliste en informatique et technologies du numérique ». En 2015, le nom officiel sur le diplôme reste toutefois « École française d'électronique et d'informatique ». En 2016, l'EFREI signe un partenariat de double-diplôme avec l'EBI (Ecole de Bio-Industries).
En septembre 2017, l'EFREI et l'ESIGETEL fusionnent pour devenir EFREI.
En novembre 2018, l'école inaugure un nouveau bâtiment sur le campus, le Student Hub, destiné aux étudiants et à la vie associative. Ce bâtiment fait partie d'un plan de modernisation et d'extension du campus, qui accueille à cette époque près de 2 400 étudiants.
En 2020, l'EFREI ouvre un nouveau campus situé à Bordeaux, où les étudiants peuvent effectuer leurs deux années de prépa intégrée avant de rejoindre le campus parisien.

### 2021: rapprochement avec l'université Panthéon-Assas
Le 19 juin 2021, l'université Paris-II Panthéon Assas annonce un projet d'établissement public expérimental (EPE), dont les statuts ont été déposés au ministère de l'Enseignement supérieur, de la Recherche et de l'Innovation, qui réunira l'Institut supérieur d'interprétation et de traduction (ISIT), l'EFREI, le Centre de formation des journalistes (CFJ) et l'École W en tant qu'établissements-composantes de l'université, ainsi que l'Irsem de l'École de guerre en tant qu'institut partenaire,. L'université Paris-II Panthéon Assas prévoit une entrée en vigueur du nouveau statut d'EPE au 1er janvier 2022.
Le 24 décembre 2021, le décret portant notamment sur l'intégration de l'EFREI en tant qu'établissement-composante de l'université Paris-Panthéon-Assas est publié au Journal officiel pour une entrée en vigueur le 1er janvier 2022.

## Formation
L'école est l'une des premières écoles d'ingénieur à adopter une structuration des études en 3 ans + 2 ans, comme dans le système universitaire dit « LMD », contrairement à la plupart des autres qui fonctionnent sur le modèle 2 ans + 3 ans[pertinence contestée], cycle préparatoire / cycle ingénieur. Cependant, le cursus de licence s'apparente largement à celui de l'ancien cycle préparatoire intégré et orienté projets[réf. souhaitée].
En cycle préparatoire, les étudiants peuvent choisir en cohérence avec leur filière de bac et leur projet professionnel parmi une des 4 classes préparatoires proposées par l'école : prépa classique, prépa internationale (90% en anglais), prépa bio-informatique, prépa renforcée. Possibilité d'intégrer la première année en rentrée décalée (février).
Le cycle master de deux ans propose 12 majeures : Information System and Cloud Computing, Business Intelligence, Software Engineering (ingénierie logicielle), Sécurité des SI, Imagerie et réalité virtuelle, IT for finance, Bio-Informatique, Big Data, Avionique et espace (systèmes embarqués), Systèmes intelligents et robotique, Energies nouvelles et systèmes intelligents, Network and Virtualisation.
EFREI propose également un cycle ingénieur (3 ans) par apprentissage.
En 2019, selon la CTI, les caractéristiques des diplômes délivrés étaient les suivantes :
| Intitulé du diplôme d'ingénieur    | Type de formation                         | Accréditation | Label   |
| ---------------------------------- | ----------------------------------------- | ------------- | ------- |
| Ingénieur diplômé de l'EFREI-Paris | Formation initiale sous statut d'étudiant | Maximale      | EUR-ACE |
| Ingénieur diplômé de l'EFREI-Paris | Formation initiale sous statut d'apprenti | Maximale      | EUR-ACE |

## Recherche
Comme toutes les écoles d'ingénieur, l'école doit disposer d'activités de recherche. Pour cela, depuis 2011, l'école s'est rapprochée de l'École supérieure d'ingénieurs en informatique et génie des télécommunications (ESIGETEL) pour mutualiser leurs forces en créant le groupement d'intérêt scientifique (GIS) AlliansTIC dont les activités de recherche s'articulent autour de 2 pôles : Big Data et Objets connectés.

## Classements
| Classement \ Année                                  | 2016     | 2017    | 2018    | 2019    | 2020    | 2021    | 2024   |
| --------------------------------------------------- | -------- | ------- | ------- | ------- | ------- | ------- | ------ |
| Classement géneral des écoles d'ingénieurs post-bac | 22e /107 | 23e/106 | 26e/130 | 16e/130 | 20e/130 | 17e/130 | 9e/128 |
| Insertion des élèves                                | 7e/107   | 8e/106  | 11e/130 | 1e/130  | 6e/130  | 8e/130  | 2e/128 |
| Salaires à la sortie de l'école                     | 8e/107   | 20e/106 | 14e/130 | 3e/130  | 10e/130 | 8e/130  |        |

L'Usine nouvelle place en 2024 l'école 9e dans son classement général des écoles d'ingénieurs et 2è sur l'insertion des élèves.
Le tableau suivant résume les classements de l'école des 2 dernières années parmi les 205 écoles d'ingénieurs françaises :
| Nom                | 2019 (Rang) | 2020 (Rang) | 2021 (Rang) |
| ------------------ | ----------- | ----------- | ----------- |
| L'Étudiant         |             | 57          | 9           |
| Le Figaro Etudiant |             | 9           | 7           |
| Usine Nouvelle     | 16          | 20          | 17          |
| Daur Rankings      | 88          | 69          |             |

## Anciens élèves notoires
- André Truong Trong Thi (promo 1959[25]), cofondateur de la société qui a commercialisé le premier micro-ordinateur, le Micral.
- Georges Chatelain (promo 1963[26]), producteur de musique et auteur-compositeur français.
- Sylvain Anichini (promo 1977[27]), spécialiste de la radio et de la télévision.
- Mathias Kozlowski (promo 1995[28]), acteur spécialisé dans le doublage. Il a enseigné au sein de l'école pendant six ans.
- Rani Assaf (promo 1997[29]), directeur technique et le responsable du réseau de la société Free.
- Pierre-Yves Frouin (promo 2005[30]), fondateur de la société BioSerenity[31].
- Mathieu Nebra (promo 2008[32]), cofondateur de la société OpenClassrooms[33].
- Rayenne Guendil (promo 2020[34]), plus connu sous le nom Etoiles (streamer)[35].
- Jacques Crozemarie, fondateur et ancien président de l'Association pour la recherche sur le cancer (ARC)[36].
- Pol Pot, ancien dictateur, fréquente l'école[37] de 1949 à 1953, sans obtenir de diplôme.

L'association des anciens élèves, créée en 1958, a pour dénomination EFREI Paris Alumni.

## Vie associative
Il existe une soixantaine d'associations et clubs qui animent l'école, dont :
SEPEFREI, la Junior-Entreprise de l'école, a été créée en 1985. Elle fait partie de la liste des 30 meilleures Junior-Entreprise de France 2019, classement établi par la Confédération nationale des Junior-Entreprises.
Hock'Efrei, l'association de hockey sur glace, créée en 2017, est la première équipe universitaire constituée en France dans cette discipline.
Le Club-Rézo organise et apporte son soutien sur des événements réseaux au sein des locaux de l'école, tels que des LANs (compétitions de jeux-vidéo en local) ou des événements en direct (émissions, événements caritatifs, etc) 
Certaines associations ont reçu des prix récemment, dont :
- Cap EFREI, l'association de voile, se classe en 1re position dans le classement général de sa catégorie (A) lors de la 51e édition de la Course Croisière EDHEC[pertinence contestée].
- Echecs Groupe Efrei a été vice-championne au Championnat d'Echecs des Grandes Ecoles en 2018[43].